# Gerris gibbifer

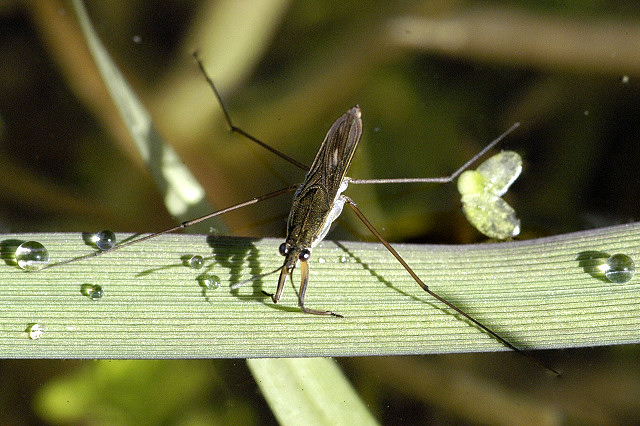
Ein Exemplar aus Belgien

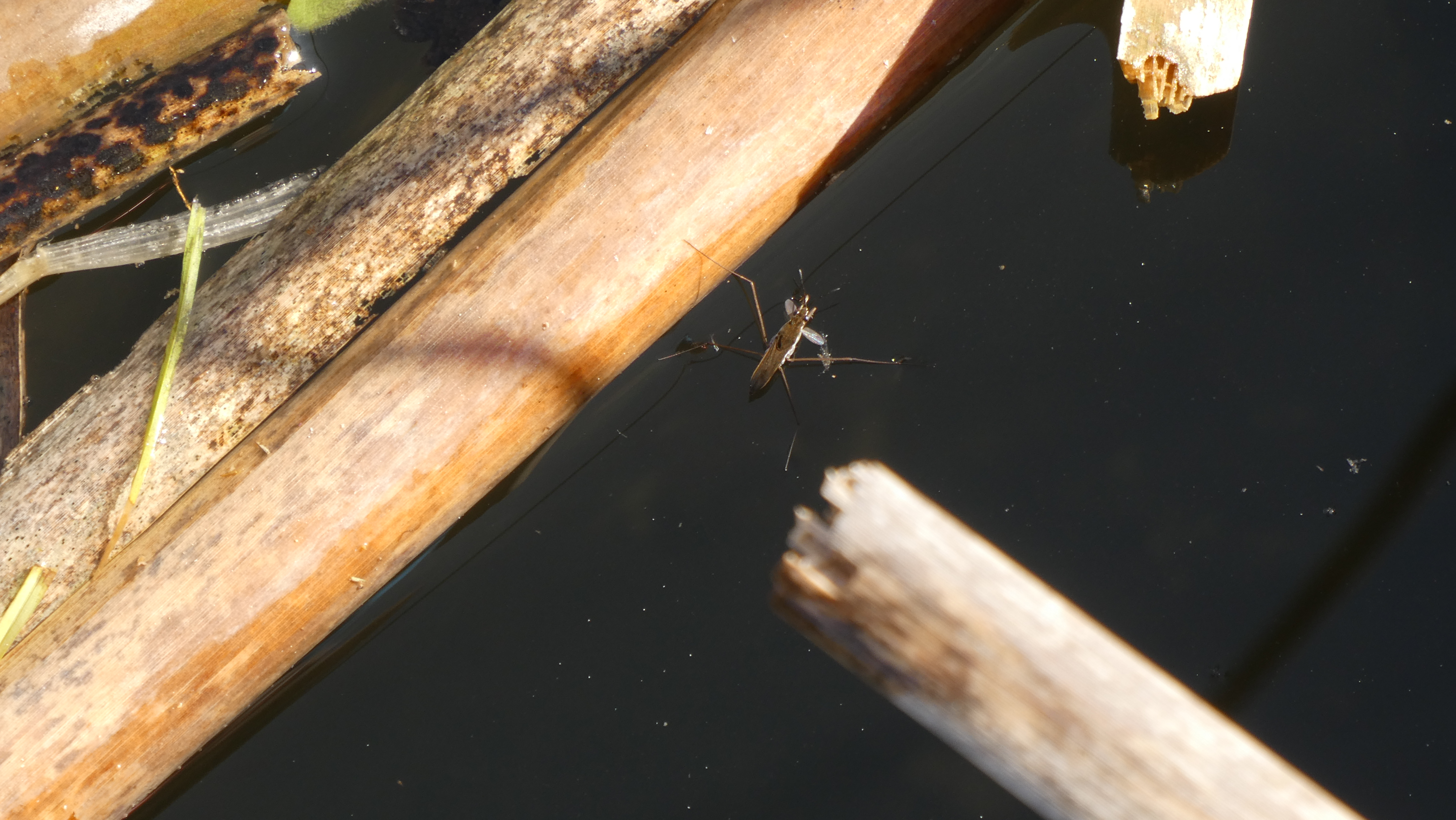
Ein Exemplar aus der Schweiz

Gerris gibbifer, auch Schwarzer Wasserläufer genannt, ist eine Art der Wanzen aus der Familie der Wasserläufer und in Europa und Nordafrika beheimatet, vor allem von West- bis Mitteleuropa.

## Merkmale
Die Körperlänge beträgt 10–13 mm, der Körper ist schlank, langgestreckt und von einer dunkelbraunen Grundfarbe. An den Seiten des Pronotums befindet sich außen eine gelbe, bis zur vorderen Einschnürung reichende Linie. Das Pronotum weist außerdem vorne einen oft verschwommenen gelben Längsstrich auf. Die Unterseite ist mit einer silbrig glänzenden Behaarung besetzt. Die Fühler sind braun, die Basis des 1. Fühlergliedes ist schwarzbraun. Die Mittel- und Hinterbeine werden x-förmig gehalten. Die Beine sind filzig behaart, so dass sie mühelos über das Wasser laufen können. Es treten sowohl kurzflügelige (brachypterische) als auch langflügelige (macropterische) Formen auf. Die Art ist nur sehr schwer von anderen Arten der Gattung zu unterscheiden, die Färbung und Behaarung des Thorax kann bei der Bestimmung hilfreich sein. Von anderen Arten unterscheidet sich G. gibbiger durch einen gelben Tuberkel auf dem Metasternum (Bauchschild (Sternit) des 3. Thorakalsegments der Insekten).

## Verbreitung und Lebensraum
Die Art lebt in Europa, ist im Norden aber sehr selten. Im Nordwesten kommt die Art bis Schottland vor, fehlt aber auf Irland. Im Norden ist die Art bis zu den Küsten Mittelschwedens verbreitet, fehlt aber in Norwegen. Von der Apenninhalbinsel, großen Teilen der Balkanhalbinsel und Nordosteuropa sind keine Vorkommen belegt, die Art kommt überwiegend in West-, Südwest- und Mitteleuropa vor, findet sich aber auch in Nordafrika und im Osten bis in die Ukraine. Die Vorkommen in Rumänien, Serbien und Nordmakedonien sind auf Verwechslungen mit anderen Arten zurückzuführen, G. gibbifer kommt hier nicht vor.
Im Osten Deutschlands ist die Art nur noch vereinzelt zu finden, kommt ansonsten aber in Deutschland recht verbreitet vor.
Die Art kommt häufig noch mit verwandten Arten auf der Oberfläche von Mooraugen, Tümpeln, Pfützen, Niederungen und kleinen Fließgewässern vor. Dabei ist sie eine typische Pionierart (Erstbesiedler) von Stillgewässern und lebt auch auf neu entstandenen Kleinstgewässern. Die Art findet sich vom Flachland bis in Gebirgslagen, kommt aber selten oberhalb von 300 m vor.

## Lebensweise
Es werden jährlich zwei Generationen ausgebildet. Die Imagines der Sommergeneration erscheinen Ende Juli oder Anfang August, die der Herbstgeneration ab September. Die Imagines überwintern und zeigen sich manchmal schon in den ersten warmen Vorfrühlingstagen im März, manchmal sogar schon an warmen Januartagen. Die Paarung der überwinternden Herbstgeneration findet im Frühjahr statt. Gerris gibbifer lebt räuberisch von verschiedenen Insekten, die z. B. auf die Wasseroberfläche fallen. Dabei werden sowohl lebende als auch tote Insekten ausgesaugt. Die Beute wird dabei über Wellenbewegungen auf der Wasseroberfläche aufgespürt.

## Taxonomie
Ein Synonym der Art lautet Gerris gibbifera Schummel, 1832.